# 陆善镇
陆善镇（1939年11月—），浙江省温州市人。现任温州肯恩大学校长，北京师范大学校务委员会副主任，数学科学院教授，博士生导师。曾任北京师范大学校长。

## 生平
1939年11月出生于浙江省温州市，1957年从考入华东师范大学数学系。1980年至1982年赴美国华盛顿大学做访问学者，并被聘为该校数学系教授。
1983年被北京师范大学越级晋升为教授。1995年至1999年，由国务院任命为北京师范大学校长。